# Municipio Baures
Das Municipio Baures ist ein Verwaltungsbezirk im Departamento Beni im südamerikanischen Anden-Staat Bolivien.

## Lage im Nahraum
Das Municipio Baures ist eines von drei Municipios der Provinz Iténez und liegt im südöstlichen Teil der Provinz. Es grenzt im Nordwesten an das Municipio Magdalena, im Westen an das Municipio Huacaraje, im Südwesten an die Provinz Cercado, im Südosten an das Departamento Santa Cruz und im Nordosten an die Republik Brasilien.
Größte Ortschaft und zentraler Ort in dem Municipio ist die Landstadt Baures mit 2127 Einwohnern (Volkszählung 2012) ganz an der westlichen Grenze des Municipios.

## Geographie
Das Municipio Baures liegt im Tiefland an der bolivianischen Ostgrenze zu Brasilien. Das Klima in der Region ist gekennzeichnet durch eine für die Tropen typische ausgeglichene Temperaturkurve mit nur geringen Schwankungen.
Das jährliche Temperaturmittel beträgt knapp 27 °C (siehe Klimadiagramm Magdalena), die Monatswerte schwanken zwischen 25 °C im Juni/Juli und 28 °C im Monat Oktober. Der Jahresniederschlag beträgt mehr als 1400 mm, mit einer deutlichen Feuchtezeit von November bis März und einer Trockenzeit in den Monaten Juni bis August.

## Bevölkerung
Die Einwohnerzahl ist zwischen 1992 und 2024 leicht angestiegen:
| Jahr | Einwohner | Quelle       |
| ---- | --------- | ------------ |
| 1992 | 5133      | Volkszählung |
| 2001 | 5264      | Volkszählung |
| 2012 | 5965      | Volkszählung |
| 2024 | 6564      | Volkszählung |

Die Bevölkerungsdichte des Municipios bei der letzten Volkszählung von 2012 betrug 0,3 Einwohner/km², der Anteil der städtischen Bevölkerung war 35,6 Prozent, die Lebenserwartung der Neugeborenen lag im Jahr 2001 bei 67,1 Jahren.
Der Alphabetisierungsgrad bei den über 19-Jährigen beträgt 89,8 Prozent, und zwar 93,1 Prozent bei Männern und 85,7 Prozent bei Frauen (2001).

## Politik
Ergebnis der Regionalwahlen (concejales) vom 4. April 2010:
| Wahlberechtigte |  | Stimmen | gültig |  | PRIMERO | MAS-IPSP | MNR-PUEBLO |
| --------------- |  | ------- | ------ |  | ------- | -------- | ---------- |
| 2.088           |  | 1.875   | 1.829  |  | 1.100   | 719      | 10         |
|                 |  | 100 %   | 97,5 % |  | 60,1 %  | 39,3 %   | 0,5 %      |

Ergebnis der Regionalwahlen (elecciones de autoridades políticas) vom 7. März 2021:
| Wahl- berechtigte |  | Wahl- beteiligung | gültige Stimmen |  | MAS-IPSP | TODOS   | MTS     | AHORA! | NACER  |
| ----------------- |  | ----------------- | --------------- |  | -------- | ------- | ------- | ------ | ------ |
| 3.182             |  | 2.648             | 2.365           |  | 1.198    | 770     | 333     | 43     | 8      |
|                   |  | 83,22 %           | 89,31 %         |  | 50.66 %  | 32,56 % | 14,08 % | 1,82 % | 0,34 % |

## Gliederung
Das Municipio untergliederte sich bei der Volkszählung von 2012 in die folgenden beiden Kantone (cantones):
- 08-0802-01 Kanton Baures – 55 Ortschaften – 4.121 Einwohner (2001: 3.994 Einwohner)
- 08-0802-02 Kanton Mategua – 6 Ortschaften – 1.844 Einwohner (2001: 1.270 Einwohner)

## Ortschaften im Municipio Baures
- Kanton Baures
  - Baures 2127 Einw.

- Kanton Mategua
  - Remanso 851 Einw. – Cerro San Simón 453 Einw. – Puerto Villazón 213 Einw. – Mateguá 122 Einw.